# Gian Francesco Fortunati
Gian Francesco Fortunati (Parma, 27 de febrer de 1746 – Parma, 20 de desembre de 1821) fou un compositor italià del Barroc.
Contra la seva voluntat seguí la carrera d'advocat, pel qual, no sentint afició a aquesta, s'entregà per complet al cultiu de la música. Fou mestre de capella de la cort de Parma, on entre d'altres alumnes tingué al seu conciutadà Carlo Mellara i, d'on passà a la de Frederic Guillem II a Berlín.
Entre les seves obres hi figuren les òperes:
- I cacciatori e la vendilatte;
- L'incontro inasperto;
- La contessa per equivoco;
- I permnestra.